# Comuni di confine con l'Italia
Questo è l'elenco dei 159 comuni di confine con l'Italia.
In grassetto sono evidenziati i capoluoghi di regione (cantone per la Svizzera) e le capitali nazionali.
In corsivo sono evidenziati i capoluoghi di dipartimento o distretto.

## Francia
I 35 comuni di confine francesi sono elencati da sud a nord.
| Comune                  | Regione                          | Dipartimento                | Confinante con                                                  |
| ----------------------- | -------------------------------- | --------------------------- | --------------------------------------------------------------- |
| Mentone                 | Provenza-Alpi-Costa Azzurra (21) | Alpi Marittime (11)         | Ventimiglia                                                     |
| Castellar               | Provenza-Alpi-Costa Azzurra (21) | Alpi Marittime (11)         | Ventimiglia, Olivetta San Michele                               |
| Breglio                 | Provenza-Alpi-Costa Azzurra (21) | Alpi Marittime (11)         | Olivetta San Michele, Airole, Dolceacqua, Rocchetta Nervina     |
| Saorgio                 | Provenza-Alpi-Costa Azzurra (21) | Alpi Marittime (11)         | Rocchetta Nervina, Pigna, Triora                                |
| Briga Marittima         | Provenza-Alpi-Costa Azzurra (21) | Alpi Marittime (11)         | Triora, Briga Alta, Chiusa di Pesio, Limone Piemonte, Entracque |
| Tenda                   | Provenza-Alpi-Costa Azzurra (21) | Alpi Marittime (11)         | Briga Alta, Limone Piemonte                                     |
| Belvedere               | Provenza-Alpi-Costa Azzurra (21) | Alpi Marittime (11)         | Entracque                                                       |
| Saint-Martin-Vésubie    | Provenza-Alpi-Costa Azzurra (21) | Alpi Marittime (11)         | Entracque, Valdieri                                             |
| Valdeblore              | Provenza-Alpi-Costa Azzurra (21) | Alpi Marittime (11)         | Valdieri                                                        |
| Isola                   | Provenza-Alpi-Costa Azzurra (21) | Alpi Marittime (11)         | Valdieri, Vinadio                                               |
| Saint-Étienne-de-Tinée  | Provenza-Alpi-Costa Azzurra (21) | Alpi Marittime (11)         | Vinadio, Pietraporzio, Argentera                                |
| Val-d'Oronaye           | Provenza-Alpi-Costa Azzurra (21) | Alpi dell'Alta Provenza (2) | Argentera, Acceglio                                             |
| Saint-Paul-sur-Ubaye    | Provenza-Alpi-Costa Azzurra (21) | Alpi dell'Alta Provenza (2) | Acceglio, Bellino, Pontechianale                                |
| Saint-Véran             | Provenza-Alpi-Costa Azzurra (21) | Alte Alpi (7)               | Pontechianale                                                   |
| Molines-en-Queyras      | Provenza-Alpi-Costa Azzurra (21) | Alte Alpi (7)               | Pontechianale                                                   |
| Ristolas                | Provenza-Alpi-Costa Azzurra (21) | Alte Alpi (7)               | Pontechianale, Crissolo, Bobbio Pellice                         |
| Abriès                  | Provenza-Alpi-Costa Azzurra (21) | Alte Alpi (7)               | Bobbio Pellice, Prali, Sauze di Cesana, Cesana Torinese         |
| Cervières               | Provenza-Alpi-Costa Azzurra (21) | Alte Alpi (7)               | Cesana Torinese                                                 |
| Monginevro              | Provenza-Alpi-Costa Azzurra (21) | Alte Alpi (7)               | Cesana Torinese, Claviere                                       |
| Névache                 | Provenza-Alpi-Costa Azzurra (21) | Alte Alpi (7)               | Cesana Torinese, Oulx, Bardonecchia                             |
| Modane                  | Alvernia-Rodano-Alpi (15)        | Savoia (12)                 | Bardonecchia                                                    |
| Avrieux                 | Alvernia-Rodano-Alpi (15)        | Savoia (12)                 | Bardonecchia                                                    |
| Bramans                 | Alvernia-Rodano-Alpi (15)        | Savoia (12)                 | Bardonecchia, Exilles, Giaglione, Venaus                        |
| Lanslebourg-Mont-Cenis  | Alvernia-Rodano-Alpi (15)        | Savoia (12)                 | Venaus, Moncenisio, Novalesa                                    |
| Bessans                 | Alvernia-Rodano-Alpi (15)        | Savoia (12)                 | Novalesa, Usseglio, Balme                                       |
| Bonneval-sur-Arc        | Alvernia-Rodano-Alpi (15)        | Savoia (12)                 | Balme, Groscavallo, Ceresole Reale                              |
| Val-d'Isère             | Alvernia-Rodano-Alpi (15)        | Savoia (12)                 | Ceresole Reale, Rhêmes-Notre-Dame                               |
| Tignes                  | Alvernia-Rodano-Alpi (15)        | Savoia (12)                 | Ceresole Reale, Rhêmes-Notre-Dame, Valgrisenche                 |
| Sainte-Foy-Tarentaise   | Alvernia-Rodano-Alpi (15)        | Savoia (12)                 | Valgrisenche, La Thuile                                         |
| Montvalezan             | Alvernia-Rodano-Alpi (15)        | Savoia (12)                 | La Thuile                                                       |
| Séez                    | Alvernia-Rodano-Alpi (15)        | Savoia (12)                 | La Thuile                                                       |
| Bourg-Saint-Maurice     | Alvernia-Rodano-Alpi (15)        | Savoia (12)                 | La Thuile, Courmayeur                                           |
| Les Contamines-Montjoie | Alvernia-Rodano-Alpi (15)        | Alta Savoia (3)             | Courmayeur                                                      |
| Saint-Gervais-les-Bains | Alvernia-Rodano-Alpi (15)        | Alta Savoia (3)             | Courmayeur                                                      |
| Chamonix-Mont-Blanc     | Alvernia-Rodano-Alpi (15)        | Alta Savoia (3)             | Courmayeur                                                      |

## Svizzera
I 71 comuni di confine svizzeri sono elencati da ovest a est.
| Comune               | Cantone       | Distretto                        | Confinante con                                                                    |
| -------------------- | ------------- | -------------------------------- | --------------------------------------------------------------------------------- |
| Orsières             | Vallese (12)  | Entremont (3)                    | Courmayeur, Saint-Rhémy-en-Bosses                                                 |
| Bourg-Saint-Pierre   | Vallese (12)  | Entremont (3)                    | Saint-Rhémy-en-Bosses, Saint-Oyen, Étroubles, Ollomont                            |
| Bagnes               | Vallese (12)  | Entremont (3)                    | Ollomont, Bionaz                                                                  |
| Evolène              | Vallese (12)  | Hérens (1)                       | Bionaz                                                                            |
| Zermatt              | Vallese (12)  | Visp (2)                         | Bionaz, Valtournenche, Ayas, Gressoney-La-Trinité, Alagna Valsesia, Macugnaga     |
| Saas-Almagell        | Vallese (12)  | Visp (2)                         | Macugnaga, Ceppo Morelli, Antrona Schieranco                                      |
| Zwischbergen         | Vallese (12)  | Briga (2)                        | Antrona Schieranco, Bognanco, Trasquera, Varzo                                    |
| Ried-Briga           | Vallese (12)  | Briga (2)                        | Varzo                                                                             |
| Grengiols            | Vallese (12)  | Distretto di Raron Orientale (1) | Varzo, Baceno                                                                     |
| Binn                 | Vallese (12)  | Goms (3)                         | Baceno, Formazza                                                                  |
| Goms                 | Vallese (12)  | Goms (3)                         | Formazza                                                                          |
| Obergoms             | Vallese (12)  | Goms (3)                         | Formazza                                                                          |
| Bedretto             | Ticino (35)   | Leventina (1)                    | Formazza                                                                          |
| Cevio                | Ticino (35)   | Vallemaggia (3)                  | Formazza                                                                          |
| Bosco Gurin          | Ticino (35)   | Vallemaggia (3)                  | Formazza, Premia                                                                  |
| Campo                | Ticino (35)   | Vallemaggia (3)                  | Premia, Montecrestese, Santa Maria Maggiore                                       |
| Onsernone            | Ticino (35)   | Locarno (5)                      | Santa Maria Maggiore, Craveggia, Re                                               |
| Centovalli           | Ticino (35)   | Locarno (5)                      | Re, Valle Cannobina                                                               |
| Brissago             | Ticino (35)   | Locarno (5)                      | Cannobio, Tronzano Lago Maggiore, Maccagno con Pino e Veddasca, Valle Cannobina   |
| Ronco sopra Ascona   | Ticino (35)   | Locarno (5)                      | Maccagno con Pino e Veddasca                                                      |
| Gambarogno           | Ticino (35)   | Locarno (5)                      | Maccagno con Pino e Veddasca, Curiglia con Monteviasco                            |
| Alto Malcantone      | Ticino (35)   | Lugano (18)                      | Curiglia con Monteviasco                                                          |
| Miglieglia           | Ticino (35)   | Lugano (18)                      | Curiglia con Monteviasco, Dumenza                                                 |
| Novaggio             | Ticino (35)   | Lugano (18)                      | Dumenza                                                                           |
| Astano               | Ticino (35)   | Lugano (18)                      | Dumenza                                                                           |
| Sessa                | Ticino (35)   | Lugano (18)                      | Dumenza                                                                           |
| Monteggio            | Ticino (35)   | Lugano (18)                      | Dumenza, Luino, Cremenaga, Cadegliano Viconago                                    |
| Croglio              | Ticino (35)   | Lugano (18)                      | Cadegliano Viconago, Lavena Ponte Tresa                                           |
| Ponte Tresa          | Ticino (35)   | Lugano (18)                      | Lavena Ponte Tresa                                                                |
| Caslano              | Ticino (35)   | Lugano (18)                      | Lavena Ponte Tresa, Brusimpiano                                                   |
| Lugano               | Ticino (35)   | Lugano (18)                      | Brusimpiano, Alta Valle Intelvi, Campione d'Italia, Valsolda, Val Rezzo, Cavargna |
| Morcote              | Ticino (35)   | Lugano (18)                      | Brusimpiano, Porto Ceresio                                                        |
| Brusino Arsizio      | Ticino (35)   | Lugano (18)                      | Porto Ceresio                                                                     |
| Mendrisio            | Ticino (35)   | Mendrisio (7)                    | Porto Ceresio, Besano, Viggiù, Saltrio, Clivio, Bizzarone                         |
| Stabio               | Ticino (35)   | Mendrisio (7)                    | Clivio, Cantello, Rodero, Bizzarone                                               |
| Novazzano            | Ticino (35)   | Mendrisio (7)                    | Bizzarone, Uggiate con Ronago                                                     |
| Chiasso              | Ticino (35)   | Mendrisio (7)                    | Uggiate con Ronago, Colverde, Cavallasca, Como                                    |
| Vacallo              | Ticino (35)   | Mendrisio (7)                    | Como, Maslianico, Cernobbio                                                       |
| Breggia              | Ticino (35)   | Mendrisio (7)                    | Cernobbio, Moltrasio, Schignano, Centro Valle Intelvi, Cerano d'Intelvi           |
| Castel San Pietro    | Ticino (35)   | Mendrisio (7)                    | Centro Valle Intelvi                                                              |
| Val Mara             | Ticino (35)   | Lugano                           | Centro Valle Intelvi, Alta Valle Intelvi                                          |
| Arogno               | Ticino (35)   | Lugano                           | Alta Valle Intelvi, Campione d'Italia                                             |
| Melide               | Ticino (35)   | Lugano                           | Campione d'Italia                                                                 |
| Paradiso             | Ticino (35)   | Lugano                           | Campione d'Italia                                                                 |
| Bissone              | Ticino (35)   | Lugano                           | Campione d'Italia                                                                 |
| Ponte Capriasca      | Ticino (35)   | Lugano                           | Cavargna                                                                          |
| Bellinzona           | Ticino (35)   | Bellinzona (1)                   | Cavargna, San Nazzaro Val Cavargna, Gravedona ed Uniti                            |
| Roveredo             | Grigioni (23) | Moesa (7)                        | Gravedona ed Uniti, Dosso del Liro                                                |
| San Vittore          | Grigioni (23) | Moesa (7)                        | Gravedona ed Uniti                                                                |
| Cama                 | Grigioni (23) | Moesa (7)                        | Dosso del Liro, Livo, Gordona                                                     |
| Grono                | Grigioni (23) | Moesa (7)                        | Gordona                                                                           |
| Lostallo             | Grigioni (23) | Moesa (7)                        | Gordona, Menarola                                                                 |
| Soazza               | Grigioni (23) | Moesa (7)                        | Menarola, San Giacomo Filippo                                                     |
| Mesocco              | Grigioni (23) | Moesa (7)                        | San Giacomo Filippo, Campodolcino, Madesimo                                       |
| Splügen              | Grigioni (23) | Viamala (4)                      | Madesimo                                                                          |
| Sufers               | Grigioni (23) | Viamala (4)                      | Madesimo                                                                          |
| Ferrera              | Grigioni (23) | Viamala (4)                      | Madesimo, Piuro                                                                   |
| Avers                | Grigioni (23) | Viamala (4)                      | Piuro                                                                             |
| Bregaglia            | Grigioni (23) | Regione Maloja (6)               | Piuro, Novate Mezzola, Villa di Chiavenna, Val Masino, Chiesa in Valmalenco       |
| Sils im Engadin/Segl | Grigioni (23) | Regione Maloja (6)               | Chiesa in Valmalenco, Lanzada                                                     |
| Samedan              | Grigioni (23) | Regione Maloja (6)               | Lanzada                                                                           |
| Pontresina           | Grigioni (23) | Regione Maloja (6)               | Lanzada, Livigno                                                                  |
| Poschiavo            | Grigioni (23) | Bernina (2)                      | Lanzada, Chiuro, Grosotto, Grosio, Valdidentro, Livigno                           |
| Brusio               | Grigioni (23) | Bernina (2)                      | Chiuro, Teglio, Bianzone, Villa di Tirano, Tirano, Vervio, Grosotto               |
| Zuoz                 | Grigioni (23) | Regione Maloja                   | Livigno                                                                           |
| S-chanf              | Grigioni (23) | Regione Maloja                   | Livigno                                                                           |
| Zernez               | Grigioni (23) | Engiadina Bassa/Val Müstair (4)  | Valdidentro, Livigno                                                              |
| Val Müstair          | Grigioni (23) | Engiadina Bassa/Val Müstair (4)  | Valdidentro, Bormio, Stelvio, Prato allo Stelvio, Tubre                           |
| Scuol                | Grigioni (23) | Engiadina Bassa/Val Müstair (4)  | Tubre, Malles Venosta                                                             |
| Valsot               | Grigioni (23) | Engiadina Bassa/Val Müstair (4)  | Curon Venosta                                                                     |

## Austria
I 29 comuni di confine austriaci sono elencati da ovest a est.
| Comune                     | Land              | Distretto          | Confinante con                                                    |
| -------------------------- | ----------------- | ------------------ | ----------------------------------------------------------------- |
| Nauders                    | Tirolo (19)       | Landeck (3)        | Curon Venosta                                                     |
| Pfunds                     | Tirolo (19)       | Landeck (3)        | Curon Venosta                                                     |
| Kaunertal                  | Tirolo (19)       | Landeck (3)        | Curon Venosta                                                     |
| Sölden                     | Tirolo (19)       | Imst (1)           | Curon Venosta, Malles Venosta, Senales, Moso in Passiria, Racines |
| Neustift im Stubaital      | Tirolo (19)       | Innsbruck-Land (5) | Racines, Brennero                                                 |
| Gschnitz                   | Tirolo (19)       | Innsbruck-Land (5) | Brennero                                                          |
| Obernberg am Brenner       | Tirolo (19)       | Innsbruck-Land (5) | Brennero                                                          |
| Gries am Brenner           | Tirolo (19)       | Innsbruck-Land (5) | Brennero, Val di Vizze                                            |
| Vals                       | Tirolo (19)       | Innsbruck-Land (5) | Val di Vizze                                                      |
| Finkenberg                 | Tirolo (19)       | Schwaz (3)         | Val di Vizze, Selva dei Molini, Valle Aurina                      |
| Mayrhofen                  | Tirolo (19)       | Schwaz (3)         | Valle Aurina                                                      |
| Brandberg                  | Tirolo (19)       | Schwaz (3)         | Valle Aurina, Predoi                                              |
| Krimml                     | Salisburghese (1) | Zell am See (1)    | Predoi                                                            |
| Prägraten am Großvenediger | Tirolo            | Lienz (7)          | Predoi                                                            |
| Sankt Jakob in Defereggen  | Tirolo            | Lienz (7)          | Predoi, Campo Tures, Rasun-Anterselva, Valle di Casies            |
| Innervillgraten            | Tirolo            | Lienz (7)          | Valle di Casies, Dobbiaco, San Candido                            |
| Sillian                    | Tirolo            | Lienz (7)          | San Candido, Sesto                                                |
| Kartitsch                  | Tirolo            | Lienz (7)          | Sesto, Comelico Superiore, San Nicolò di Comelico                 |
| Obertilliach               | Tirolo            | Lienz (7)          | San Nicolò di Comelico, San Pietro di Cadore                      |
| Untertilliach              | Tirolo            | Lienz (7)          | San Pietro di Cadore, Santo Stefano di Cadore, Sappada            |
| Lesachtal                  | Carinzia (9)      | Hermagor (6)       | Sappada, Forni Avoltri, Paluzza                                   |
| Kötschach-Mauthen          | Carinzia (9)      | Hermagor (6)       | Paluzza, Paularo                                                  |
| Dellach                    | Carinzia (9)      | Hermagor (6)       | Paularo                                                           |
| Kirchbach                  | Carinzia (9)      | Hermagor (6)       | Paularo                                                           |
| Hermagor-Pressegger See    | Carinzia (9)      | Hermagor (6)       | Paularo, Moggio Udinese, Pontebba, Malborghetto Valbruna          |
| Sankt Stefan im Gailtal    | Carinzia (9)      | Hermagor (6)       | Malborghetto-Valbruna                                             |
| Feistritz an der Gail      | Carinzia (9)      | Villach-Land (3)   | Malborghetto-Valbruna                                             |
| Hohenthurn                 | Carinzia (9)      | Villach-Land (3)   | Malborghetto-Valbruna, Tarvisio                                   |
| Arnoldstein                | Carinzia (9)      | Villach-Land (3)   | Tarvisio                                                          |

## Slovenia
I 14 comuni di confine sloveni sono elencati da nord a sud.
| Comune              | Regione            | Confinante con                                                                   |
| ------------------- | ------------------ | -------------------------------------------------------------------------------- |
| Kranjska Gora       | Alta Carniola (1)  | Tarvisio                                                                         |
| Plezzo              | Goriziano (8)      | Tarvisio, Chiusaforte, Resia                                                     |
| Caporetto           | Goriziano (8)      | Resia, Lusevera, Taipana, Faedis, Torreano, Pulfero, Savogna, Grimacco, Drenchia |
| Canale d'Isonzo     | Goriziano (8)      | Grimacco, Drenchia, Stregna, Prepotto                                            |
| Tolmino             | Goriziano (8)      | Drenchia                                                                         |
| Collio              | Goriziano (8)      | Prepotto, Dolegna del Collio, Cormons, San Floriano del Collio, Gorizia          |
| San Pietro-Vertoiba | Goriziano (8)      | Gorizia                                                                          |
| Nova Gorica         | Goriziano (8)      | Gorizia, Savogna d'Isonzo                                                        |
| Merna-Castagnevizza | Goriziano (8)      | Savogna d'Isonzo, Doberdò del Lago                                               |
| Comeno              | Litorale-Carso (5) | Doberdò del Lago, Duino-Aurisina                                                 |
| Sesana              | Litorale-Carso (5) | Duino-Aurisina, Sgonico, Monrupino, Trieste, San Dorligo della Valle             |
| Erpelle-Cosina      | Litorale-Carso (5) | Trieste, San Dorligo della Valle                                                 |
| Capodistria         | Litorale-Carso (5) | San Dorligo della Valle, Muggia                                                  |
| Ancarano            | Litorale-Carso (5) | Muggia                                                                           |

## San Marino
I 9 castelli sammarinesi sono elencati in senso orario da ovest. Tutti i castelli confinano con l'Italia (da uno a tre comuni per ciascun castello).
| Castello            | Confinante con                    |
| ------------------- | --------------------------------- |
| Chiesanuova         | San Leo, Verucchio, Sassofeltrio  |
| Città di San Marino | San Leo                           |
| Acquaviva           | San Leo, Verucchio                |
| Borgo Maggiore      | Verucchio                         |
| Serravalle          | Verucchio, Rimini, Coriano        |
| Domagnano           | Coriano                           |
| Faetano             | Coriano, Montescudo, Sassofeltrio |
| Montegiardino       | Sassofeltrio, Monte Grimano Terme |
| Fiorentino          | Sassofeltrio, Monte Grimano Terme |

## Città del Vaticano
Si tratta di un particolarissimo caso di microstato enclave senza suddivisioni territoriali, confinante con il comune di Roma

## Altri dettagli
- Il comune francese di Mentone e quello sloveno di Ancarano sono gli unici due comuni esteri confinanti con l'Italia sul mare.
- Il comune sloveno di Caporetto confina con il maggior numero di comuni italiani, in totale nove (Resia, Lusevera, Taipana, Faedis, Torreano, Pulfero, Savogna, Grimacco e Drenchia)
- I comuni svizzeri di Bissone, Melide e Paradiso non confinano con il contiguo territorio dello Stato italiano ma esclusivamente con l'enclave di Campione d'Italia.
- Tutti i nove castelli della Repubblica di San Marino confinano con l'Italia.
- I comuni svizzeri di Ronco sopra Ascona, Caslano, Morcote, Melide e Paradiso confinano con l'Italia senza avere una frontiera terrestre, ma esclusivamente per via lacustre (il primo all'interno del Lago Maggiore, gli altri tre del lago di Lugano). Per Ronco sopra Ascona, il confine con l'Italia è costituito da un singolo punto, il quale giunge a un punto di molteplice frontiera all'interno del Lago Maggiore con i comuni svizzeri di Brissago e Gambarogno e con il comune italiano di Maccagno con Pino e Veddasca.